# Viszokopillja község
Viszokopillja község (ukránul: Високопільська селищна громада, magyar átírásban: Viszokopilszka szeliscsna hromada) önálló önkormányzattal rendelkező közigazgatási egység (hromada) Ukrajna Herszoni területének Beriszlavi járásában. Székhelye Viszokopillja városi jellegű település. A község önkormányzata a Viszokopilljai Települési Tanács.
A község területe 198,75 km², lakossága 2017-ben 6488 fő volt.
A községi elöljáró (polgármester) Hanna Antonyivna Sosztak-Kucsmjak.
A községet 2017. július 14-én hozták létre az egykori Viszokopilljai járás három települési önkormányzatának, a Viszokopilljai Települési Tanács, valamint a Mala Sesztyirnya-i Falusi Tanács és a Novovozneszenszkei Falusi Tanács összevonásával. A 2020. július 17-i ukrajnai közigazgatási reform során a Viszokopilljai járást megszüntették, így a község a Beriszlavi járáshoz került.

## Települések
A községet két városi jellegű település és 20 falu alkotja.

### Városi jellegű település
- Arhanhelszke
- Viszokopillja

### Falvak
- Blahodatne
- Blakitne
- Cseresneve
- Dobrjanka
- Fedorivka
- Ivanyivka
- Knyazivka
- Kosztrika
- Mala Sesztyirnya
- Marjine
- Mikolajivka
- Novohrihorivszke
- Novomikolajivka
- Novopetrivka
- Novovozneszenszke
- Olhine
- Potyomkine
- Topoline
- Veremijivka
- Zaricsne